# Alto Caballero
Alto Caballero è un comune (corregimiento) della Repubblica di Panama situato nel distretto di Müna, comarca di Ngäbe-Buglé. Si estende su una superficie di 31,8 km² e conta una popolazione di 3.854 abitanti (censimento 2010).